# Sisyfos
Sisyfos er i græsk mytologi en helt og konge af Korinth, søn af Aiolos og Enarete. Han var dømt til i evig tid at rulle en sten op ad en bjergside. Hver gang han næsten er ved toppen, ruller stenen fra ham og ender ved bjergets fod. Han må så begynde forfra igen med sit sisyfosarbejde.
Sisyfos blev sagt at have grundlagt byen Ephyra, og befolket den med mennesker, der spirede frem som svampe. Senere blev Ephyra omdøbt til Korinth. Hans samtidige beskrev ham ellers som den værste kæltring i verden, da han levede af plyndring og ofte slog sagesløse rejsende ihjel; kun fik han ros for at have fremmet handelen i Korinth. Dog siges det også, at han fik sit kongedømme forærende af Medea.

## I antikkens litteratur
Homer omtaler Sisyfos i Iliaden kap. 6 og i Odysseen kap. 11. Ovid omtaler Sisyfos i Metamorfoserne. I historien om Orfeus og Eurydike skriver Ovid, at da Orfeus sang for Hades og Persefone i håb om at få sin elskede levende med tilbage, blev Sisyfos så rørt, at han et øjeblik tog en pause og satte sig ned: inque tuo sedisti, Sisyphe, saxo (= og du sad, Sisyfos, på din sten). I Platos Apologi ser Sokrates frem til en samtale med skikkelser som Sisyfos i livet efter dette.

## Salmoneus og hans datter
Efter Aiolos' død var Sisyfos arving til tronen i Thessalien, men hans bror Salmoneus kom ham i forkøbet. Sisyfos bad oraklet i Delfi om råd. Oraklet svarede: "Få børn med din niece, og de vil hævne dig!" Derfor forførte Sisyfos sin brordatter, Tyro, der fødte ham to sønner. Men så opdagede hun, at Sisyfos var motiveret, ikke af kærlighed til hende, men af had til hendes far, og valgte at dræbe de to børn. Sisyfos fik efterfølgende Salmoneus fordrevet fra Thessalien; måske med baggrund i, at Salmoneus havde forlangt, at Tyros børn skulle sættes ud som nyfødte. Tyro fik senere tvillinger med Poseidon, Pelias og Neleus, der voksede op hos fosterforældre. Salmoneus giftede sin datter bort til sin anden bror, Kretheus, som hun fik tre børn med. Da de blev voksne, vendte tvillingesønnerne tilbage og overtog Kretheus' kongedømme. De slog også hans nye kone, Sidero, ihjel, da hun havde mishandlet Tyro. 

## Far til Odyssevs
Sisyfos var gift med Atlas' datter Merope, en af Plejaderne. Parret havde tre børn og en flok kvæg, der græssede på landtangen over til Peloponnes. Deres nabo var imidlertid Autolykos (= Ulven selv), en søn af Hermes og Khione, og som sin far en mestertyv. Fra Hermes havde Autolykos fået evnen til at omskabe ethvert kvæg til ugenkendelighed - en hvid ko til en sort ko, en hornet til en ko uden horn, osv. Sisyfos bemærkede, at hans egen kvægflok blev mindre, samtidig som Autolykos' flok voksede. Men han kunne ikke bevise, hvad han mistænkte, før han skar monogrammet SS eller - siger nogen - ordene "stjålet af Autolykos" under sine køers hove. Ved daggry kunne Sisyfos så ved selvsyn se i vejstøvet, at Autolykos havde ført nogle af hans køer hen til sin egen ejendom. I en fart mobiliserede han nogle naboer som vidner og fik dem med hen i Autolykos' kostald, hvor han udpegede sine sidst stjålne køer ved hjælp af indskriften under deres hove. Mens vidnerne diskuterede med Autolykos, skyndte Sisyfos sig rundt om bygningen, ind gennem porten, og forførte i hast Autolykos' datter Antiklea, gift med Laertes. Hun blev derved gravid med Odyssevs, som kom til at arve sin fars snuhed.

## Zeus' hævn
Zeus bortførte Asopos' datter Aigina, og på sin søgen efter datteren kom hendes far også til Korinth. Sisyfos vidste godt, hvor pigen befandt sig; men ville intet sige, før Asopos gik med til en genydelse, nemlig at skabe et kildevæld til at forsyne Korinths citadel med drikkevand. Asopos skabte så kilden Peirene bagved Afrodites tempel; dér var det, Bellerofon fangede Pegasus, da han kom for at drikke. Sisyfos røbede så Aiginas affære med Zeus, der i hast måtte flygte for den vrede fars hævn. Til gengæld for Sisyfos' svig sendte Zeus sin bror Hades for at hente Sisyfos ned til underverdenen. I stedet fik Sisyfos lagt Hades i håndjern, ved at bede ham om at demonstrere, hvordan de virkede, og derefter smække dem i lås, mens guden sad med dem på. Dermed sad Hades flere dage fanget i Sisyfos' hjem; en slem situation, for dermed kunne ingen dø, ikke engang de halshuggede. Til sidst dukkede Ares op, befriede Hades og udleverede ham Sisyfos for at få ham ned i dødsriget og sat i gang med sit evighedsslæb, sisyfosarbejdet. Sisyfos nåede dog at instruere sin kone Merope om ikke at begrave hans lig; og straks han var ankommet dødsriget, gik han lige til Persefone og sagde, at uden begravelse havde han ingen ret til at opholde sig i underverdenen: "Lad mig tage hjem og arrangere min gravfærd, jeg er tilbage om tre dage," sagde han til gudinden, der lod ham gå. Så snart han var oppe i de levendes verden igen, havde Sisyfos naturligvis ingen tanke om at holde sit løfte. Til sidst måtte Hermes hale ham ned i dødsriget igen.

## Enken Merope
Hans enke Merope kan stadig ses i stjernehoben Plejaderne. Merope er ikke blandt de mest lysstærke af stjernerne, fordi hun giftede sig med en dødelig, mens hendes seks søstre havde affærer med guderne og fik sønner med dem. Stjernen Merope kaldes iblandt "den tabte Plejade", fordi den først ikke blev opdaget af astronomerne. Det blev sagt, at Merope var så skamfuld over sin mands forbrydelser, at hun vendte sit ansigt bort, også på stjernehimlen. Hendes navn har været tolket som "Bortvendt ansigt" af græsk meros (= dreje sig bort) og ops (= ansigt).